# Aleksandr Vostokov
Alexander Khristoforovich Vostokov (născut Alexander Woldemar Osteneck; în rusă Алекса́ндр Христофо́рович Восто́ков; n. 16/27 martie 1781, Kuressaare, Gubernia Livonia, Imperiul Rus – d. 8/20 februarie 1864, Sankt Petersburg, Imperiul Rus) a fost unul dintre primii filologi ruși.

## Biografie
S-a născut într-o familie de germani baltici în Arensburg, Gubernia Livonia, și a studiat la Academia Imperială de Arte din Sankt Petersburg. Ca fiul biologic al Baronului de Osten-Sacken, a primit numele Osteneck, pe care a decis să-l rusifice mai târziu în Vostokov („Ost” este cuvântul german pentru „est”, care se traduce în rusă ca „vostok”). I-a plăcut să experimenteze cu limba și, în unul din poemele sale, a introdus numele Svetlana, care a devenit popular prin balada cu același nume a lui Vasili Jukovski.
În timpul vieții, Vostokov a fost cunoscut ca poet și traducător, dar studiile lui inovative despre versificație și compararea gramaticilor slavone s-au dovedit a fi cele mai influente. În 1815, el s-a alăturat personalului Bibliotecii Publice Imperiale, unde a descoperit cele mai veche carte scrisă în slava populară, „Evangheliarul lui Ostromir”. În 1841 Vostokov a fost numit membru al Academiei Ruse de Științe.

## Carieră
Lucrările lui Vostokov despre limba slavonă au fost considerate un apogeu al studiilor slavice până la apariția lexiconului complet al lui Izmail Sreznevsky în 1893-1903 și i-au obținut doctorate onorifice de la Universitatea Carolină și Universitatea din Tübingen.